# Broye-les-Loups-et-Verfontaine
Broye-les-Loups-et-Verfontaine là một xã thuộc tỉnh Haute-Saône trong vùng Bourgogne-Franche-Comté phía đông nước Pháp.